# Огурджали
Огурджали или огурджалы (туркм. Ogurjaly) — этнографическая группа в составе туркмен, в прошлом — туркменское племя. Проживают преимущественно в 	Балканском велаяте.

## Описание
Племя огурджали насчитывает 1025 кибиток и проживает вдоль побережья Каспийского моря, между Красноводском и Чикишляром, а также на островах Челекен, Долгий и Огурчинский. По историческим данным, это одно из племён, присоединившихся к йомудам. Предания о его происхождении не сохранились, но существует предположение, что оно сформировалось из беглецов и кочевников различных туркменских племён, которых привлекало побережье моря и морской разбой. Название племени связывают со словом «огурджа», что переводится как «вор», хотя в некоторых источниках говорится, что оно означает «непокорённые». 
Согласно другим сведениям, огурджали являются потомками древнетюркского племени салыр, которое во времена Монгольского нашествия, под предводительством основателя нового племени Огурджали хана Салора-Огурджика, переселилось на бесплодные берега Каспийского моря и остров Огурчинский.
В отличие от других туркменских племён, огурджали из-за проживания у берегов Каспийского моря занимались морским делом, а в их кухне центральное место занимали блюда из рыба.